# Marek Ochlak
Marek Ochlak (ur. 14 marca 1966 w Nowym Mieście Lubawskim) – polski duchowny rzymskokatolicki, oblat, prowincjał Misjonarzy Oblatów Maryi Niepokalanej w Polsce w latach 2023–2025, biskup diecezjalny Fenoarivo Atsinanana od 2025.

## Życiorys
Urodził się 14 marca 1966 w Nowym Mieście Lubawskim. W latach 1981–1985 kształcił się w oblackim niższym seminarium duchownym w Markowicach koło Inowrocławia. W 1985 wstąpił do Zgromadzenia Misjonarzy Oblatów Maryi Niepokalanej i rozpoczął nowicjat w Kodniu nad Bugiem. 8 września 1986 złożył pierwszą profesję zakonną. W latach 1986–1992 odbył studia filozoficzno-teologiczne w Wyższym Seminarium Duchownym Misjonarzy Oblatów Maryi Niepokalanej w Obrze, gdzie 8 września 1990 złożył śluby wieczyste. 15 czerwca 1991 Zdzisław Fortuniak, biskup pomocniczy poznański, udzielił mu święceń diakonatu, a 20 czerwca 1992 wyświęcił go na prezbitera.
W latach 1992–1994 pracował jako wikariusz w parafii św. Eugeniusza w Kędzierzynie-Koźlu. Następnie odbył kurs języka francuskiego w Paryżu i w sierpniu 1995 udał się na Madagaskar. W latach 1995–1996 odbył kurs języka i kultury malgaskiej w Antananarywie-Soavimbahoace. W latach 1996–2001 posługiwał w Marolambo (od 1999 jako przełożony), w latach 2001–2009 w Toamasinie (od 2006 jako przełożony i proboszcz), w latach 2009–2015 w Antananarywie-Soavimbahoace (jako przełożony misjonarzy oblatów na Madagaskarze i wyspie Reunion), a w latach 2016–2021 na misji Befasy. Przyczynił się do poprawy sytuacji lokalnych społeczności poprzez m.in. budowę studni, wodociągów, szkół, kaplic, szpitala im. Wandy Błeńskiej, a także odnowienia kościoła św. Teresy od Dzieciątka Jezus w misji centralnej. W 2021 powrócił do Polski, gdzie objął funkcję dyrektora Prokury Misyjnej Misjonarzy Oblatów w Poznaniu. W 2023 został wybrany przełożonym Polskiej Prowincji Misjonarzy Oblatów.
17 kwietnia 2025 papież Franciszek mianował go biskupem diecezjalnym Fenoarivo Atsinanana. Święcenia biskupie otrzymał 6 lipca 2025 w oblackim kościele św. Józefa w Gdańsku. Głównym konsekratorem był arcybiskup Tomasz Grysa, nuncjusz apostolski na Madagaskarze, Seszelach, Mauritiusie i delegat apostolski na Komorach, a współkonsekratorami Tadeusz Wojda, arcybiskup metropolita gdański, i Marie Fabien Raharilamboniaina, biskup diecezjalny Morondavy. Jako zawołanie biskupie przyjął słowa „Adveniat Regnum Tuum” (Przyjdź Królestwo Twoje). Ingres odbył 10 sierpnia 2025 na Sahavola Stadium.